# استیون سشن
استیون سشن (انگلیسی: Steven Séance؛ زادهٔ ۲۰ فوریهٔ ۱۹۹۲) بازیکن فوتبال است.
وی همچنین در تیم ملی فوتبال هائیتی بازی کرده‌است.